# Piranthus
Piranthus är ett släkte av spindlar. Piranthus ingår i familjen hoppspindlar.
Kladogram enligt Catalogue of Life:
| Piranthus | \| \| Piranthus casteti \| \| \| \| \| \| Piranthus decorus \| \| \| \| |
|           | \| \| Piranthus casteti \| \| \| \| \| \| Piranthus decorus \| \| \| \| |
|           | Piranthus casteti                                                       |
|           |                                                                         |
|           | Piranthus decorus                                                       |
|           |                                                                         |